# Moni Port
Moni Port (* 1968 in Bernkastel-Kues) ist eine deutsche Illustratorin, Autorin und Grafikerin.

## Leben
Nach dem Abitur machte Port eine Ausbildung zur Buchhändlerin in Trier. Anschließend studierte sie Kommunikationsdesign an der Fachhochschule in Mainz. Nach ihrem Diplom arbeitete sie als Umschlaggestalterin im Frankfurter Eichborn-Verlag. 1999 gründete sie zusammen mit Anke Kuhl und Philip Waechter in Frankfurt am Main die Labor Ateliergemeinschaft.
Seit November 2020 betreibt sie das Atelier studio soundso im Frankfurter Nordend.
Für den neunteiligen Podcast This Band is Tocotronic der Autorin Stefanie Groth über die deutsche Indie-Rock-Band Tocotronic in der ARD Audiothek gestaltete Port das Cover-Design.
Port lebt mit ihrem Mann Philip Waechter und ihrem Sohn in Frankfurt am Main.

## Bibliografie (Auswahl)

### Bilderbücher
- Das Schwein Uwe. Beltz & Gelberg, Weinheim 2002, NA 2014, ISBN 978-3-407-79278-5.
- Das Schaf Rita. Beltz & Gelberg, Weinheim 2002, NA 2014, ISBN 978-3-407-79279-2.
- Der kleine Paul. Beltz & Gelberg, Weinheim 2003, ISBN 978-3-407-79306-5.
- Die kleine Renate. Beltz & Gelberg, Weinheim 2003, ISBN 978-3-407-79305-8.
- Das kenn ich schon. Klett Kinderbuch, Leipzig 2009, ISBN 978-3-941411-10-4.
- zusammen mit Philip Waechter (Illustration): Der Krakeeler. Beltz & Gelberg, Weinheim 2010, ISBN 978-3-407-79407-9.
- Es gibt keine Kinder. Klett Kinderbuch, Leipzig 2014, ISBN 978-3-95470-092-9.
- Ein neuer Freund. Klett Kinderbuch, Leipzig 2015, ISBN 978-3-95470-118-6.
- zusammen mit Jörg Mühle (Illustration): Was liegt am Strand und redet undeutlich. Klett Kinderbuch, Leipzig 2015, ISBN 978-3-95470-115-5.
- zusammen mit Jörg Mühle (Illustration): Was sitzt im Wald und winkt? Klett Kinderbuch, Leipzig 2016, ISBN 978-3-95470-144-5.
- zusammen mit Philip Waechter (Illustration): Der Flugplatzspatz nahm auf dem Flugblatt Platz. Schnellsprecher und Zungenbrecher Klett Kinderbuch, Leipzig 2017, ISBN 978-3-95470-177-3.
- Kennst du das schon? Klett Kinderbuch, Leipzig 2018, ISBN 978-3-95470-185-8 (viersprachige Ausgabe).
- zusammen mit Philip Waechter (Illustration): Wie nennt man ein Kaninchen im Fitnessstudio? Neue Rätselwitze und Quatschbilder. Klett Kinderbuch, Leipzig 2019, ISBN 978-3-95470-205-3.
- zusammen mit Philip Waechter (Illustration): Wenn die Kuh am Himmel schwirrt. Alberne Bauernregeln und quatsche Bilder. Klett Kinderbuch, Leipzig 2020, ISBN 978-3-95470-243-5.
- zusammen mit Philip Waechter (Illustration): Ohne mich! Klett Kinderbuch, Leipzig 2021, ISBN 978-3-95470-248-0.
- zusammen mit Philip Waechter (Illustration): Dürfen Zwerge Riesenrad fahren? Große Fragen für kleine Denker! Klett Kinderbuch, Leipzig 2022, ISBN 978-3-95470-272-5.

### Anthologien
- Das Beste von Allem. Aladin Verlag, Hamburg 2015, ISBN 978-3-8489-0097-8.

### Belletristik
- zusammen mit Andrea Gerk (Text): Fünfzig Dinge, die erst ab fünfzig richtig Spaß machen. Kein & Aber, Zürich 2019, ISBN 978-3-0369-5811-8.
- zusammen mit Andrea Gerk (Text): Ich bin da mal raus. Ideen gegen den Optimierungswahn. Kein & Aber, Zürich 2021, ISBN 978-3-0369-5846-0.
- zusammen mit Philip Waechter (Illustration): Sie müssen den Schmerz wegatmen. Kein & Aber, Zürich 2021, ISBN 978-3-0369-5854-5 (Comic, Geschenkbuch).
- zusammen mit Andrea Gerk (Text): Pause! Vom kurzen Glück dazwischen. Kein & Aber, Zürich 2023, ISBN 978-3-0369-5023-5.

### Sachbuch
- Das kenn ich schon. Klett Kinderbuch, Leipzig 2009, ISBN 978-3-941411-10-4.
- Das mutige Buch. Klett Kinderbuch, Leipzig 2013, ISBN 978-3-95470-065-3.
- Das schlaflose Buch. Klett Kinderbuch, Leipzig 2019, ISBN 978-3-95470-192-6.
- First words … and lots more. Cronicle Books, San Francisco 2021, ISBN 978-1-4521-8079-3 (englisch).

### Umschlaggestaltungen
- Frank Goosen: Liegen Lernen. Eichborn Verlag, Frankfurt am Main 2001, ISBN 3-8218-0854-3.
- Sven Regener: Herr Lehmann. Eichborn Verlag, Frankfurt am Main 2001, ISBN 3-8218-0705-9.
- Katja Kullmann: Generation Ally. Eichborn Verlag, Frankfurt am Main 2002, ISBN 3-8218-3918-X.
- Rainald Grebe: Global Fish. Fischer Taschenbuch Verlag, Frankfurt am Main 2006, ISBN 3-596-16916-X.
- Louise Erdrich: Haus des Windes. Ausgabe der Büchergilde Gutenberg, Frankfurt am Main/Zürich/Wien 2014, ISBN 978-3-7632-6714-9.
- Robert Seethaler: Ein ganzes Leben. Ausgabe der Büchergilde Gutenberg, Frankfurt am Main/Zürich/Wien 2014, ISBN 978-3-7632-6764-4.
- Ayelet Gundar-Goshen: Löwen wecken. Ausgabe der Büchergilde Gutenberg, Frankfurt am Main/Zürich/Wien 2015, ISBN 978-3-7632-6808-5.
- Joachim Meyerhoff: Ach diese Lücke diese entsetzliche Lücke. Ausgabe der Büchergilde Gutenberg, Frankfurt am Main/Zürich/Wien 2015, ISBN 978-3-7632-6842-9.
- Hans Fallada: Kleiner Mann was nun? Ausgabe der Büchergilde Gutenberg, Frankfurt am Main/Zürich/Wien 2016.
- Hans Magnus Enzensberger: 99 literarische Vignetten. Ausgabe der Büchergilde Gutenberg, Frankfurt am Main/Zürich/Wien 2019, ISBN 978-3-7632-7069-9.
- Karen Duve: Fräulein Nettes kurzer Sommer. Ausgabe der Büchergilde Gutenberg, Frankfurt am Main/Zürich/Wien 2019, ISBN 978-3-7632-7095-8.
- Nora Bossong: Schutzzone. Ausgabe der Büchergilde Gutenberg, Frankfurt am Main/Zürich/Wien 2020, ISBN 978-3-7632-7178-8.
- Joachim Meyerhoff: Hamster im hinteren Stromgebiet. Ausgabe der Büchergilde Gutenberg, Frankfurt am Main/Zürich/Wien 2020, ISBN 978-3-7632-7222-8.

### Bücher zusammen mit derLabor Ateliergemeinschaft
- Kinder Künstler Kritzelbuch. Beltz & Gelberg, Weinheim 2009, ISBN 978-3-407-79396-6.
- Kinder Künstler Mitmachbuch. Beltz & Gelberg, Weinheim 2010, ISBN 978-3-407-79974-6.
- Kinder Künstler Mitmach Minis. Beltz & Gelberg, Weinheim 2011, ISBN 978-3-407-79990-6 u. ISBN 978-3-407-79989-0 (zwei Bände).
- Kinder Künstler Abenteuerbuch. Beltz & Gelberg, Weinheim 2011, ISBN 978-3-407-79988-3.
- Kinder Künstler Freundebuch. Beltz & Gelberg, Weinheim 2012, ISBN 978-3-407-79475-8.
- Kinder Künstler Reisebuch. Beltz & Gelberg, Weinheim 2014, ISBN 978-3-407-79569-4.
- Wildes & Unwiderstehliches Kinder Künstler Kritzelmini. Beltz & Gelberg, Weinheim 2014, ISBN 978-3-407-79589-2, ISBN 978-3-407-79590-8.
- Kinder Künstler Kritzelkinos, Daumenkinos zum Weitermalen. Beltz & Gelberg, Weinheim 2015 (mehrere Versionen).
- Voll gemütlich. Das Kinder Künstlerbuch vom Wohnen und Bauen. Beltz & Gelberg, Weinheim 2015, ISBN 978-3-407-82094-5.
- Kinder Künstler Erlebnis-Sammelbuch. Beltz & Gelberg, Weinheim 2017, ISBN 978-3-407-82208-6.
- Ich so du so. Beltz & Gelberg, Weinheim 2018, ISBN 978-3-407-82316-8.
- Kinder Künstler Kritzelblock. Beltz & Gelberg, Weinheim 2018.
- Kinder Künstler Fratzenbuch. Beltz & Gelberg, Weinheim 2018, ISBN 978-3-407-75424-0.
- Spielplätze. Beltz & Gelberg, Weinheim 2019, ISBN 978-3-407-75454-7.
- Das wird bestimmt ganz toll. Beltz & Gelberg, Weinheim 2021, ISBN 978-3-407-75601-5.

## Ausstellungen
- Laborproben 1–18, Jährliche Werkschau der Ateliergemeinschaft Labor (1999–2018)
- Pssst … Ausstellung für Kinder im MMK Frankfurt 2012/2013. Zusammen mit acht Künstlern aus England hat die Ateliergemeinschaft Labor Arbeiten für Kinder entwickelt und gestaltet. Das zentrale Thema der Ausstellung waren Geheimnisse, die in ihren unterschiedlichsten Formen aufgegriffen und dargestellt wurden.
- Wir gratulieren – 20 Jahre LABOR Ateliergemeinschaft, Bilderbuchmuseum Troisdorf, 7. September 2019 – 10. November 2019.
- Frankfurter KunstSäule, 23. Juni bis 14. September 2023: Stories from the Sea.

## Auszeichnungen
- 1999: Äqualis-Preis des Bundesministerium für Familie, Senioren, Frauen und Jugend für Diplomarbeit Bild der Frau
- 2014: Leipziger Lesekompass für Das mutige Buch
- 2018: Deutscher Jugendliteraturpreis Nominierung für ICH SO DU SO
- 2019: Leipziger Lesekompass für Der Flugplatzspatz nahm auf dem Flugblatt Platz